# Природно-математички факултет Универзитета у Новом Саду
Природно-математички факултет je високошколска установа Универзитета у Новом Саду. Научна је установа на којој се стичу знања и обављају научна истраживања из области биологије, хемије, физике, математике, информатике, географије, туризмолошке струке и заштите животне средине на пет департмана: Департману за биологију и екологију, Департману за физику, Департману за географију, туризам и хотелијерство, Департману за хемију и Департману за математику и информатику.
Факултет је основан 1969. године, мада почеци бављења природним и математичким наукама на овим просторима досежу у много даљу прошлост.
Данас факултет изводи наставу на основним (31 образовни профил) и последипломским студијама из области: биологије, екологије и заштите животне средине, физике, астрономије, географије, туризма, хотелијерства, хемије, биохемије, математике и информатике.

## Историјат
Доношењем Резолуције Савезне народне скупштине o образовању стручних кадрова (1960), уводи се на југословенским универзитетима, школске 1960/61. и 1961/62. године степенаста настава. Услед тога су на Вишој педагошкој школи у Новом Саду укинуте све наставне групе, a проширена је делатност Филозофског факултета. Школске 1961/62. године почеле су са радом у области природно-математичких наука нове студијске групе за физику, хемију, биологију и географију.
Природно-математичке дисциплине развијале су се и кадровски јачале у оквиру појединих факултета све до 1961. године. Да би се постигло најрационалније коришћење просторија, кадрова и опреме, како за наставу тако и за научно истраживачки рад. Године 1961. (1962) године основани су Универзитетски заводи за физику и математику, за хемију и за биологију. Заводи су смештени на просторно различите начине. Завод за хемију смештен је у део једног павиљона Пољопривредног факултета, који је и иначе био намењен хемији, Завод за биологију смештен је у зграду бивше Више педагошке школе у улици JНA, a касније се сели на Петроварадинску тврђаву, у стару зграду Пољопривредног односно касније Технолошког факултета. За Завод за физику и математику гради се нова зграда у оквиру будућег универзитетског комплекса. Изградња је завршена 1963. године. Географија је смештена у зграду бивше Више педагошке школе у улици Светозара Марковића.
Јачањем група природно-математичких наука у оквиру Филозофског факултета, постепено су се стицали услови за оснивање природно-математичког факултета.
Савет Филозофског факултета у Новом Саду донео је 22.5.1969. године одлуку да се од Природно-математичког смера Филозофског факултета у Новом Саду оснује Природно-математички факултет. Скупштина САПВ на заједничкој седници Покрајинског већа и Просветно-културног већа, одржаној 9.7.1969. године дала је сагласност на Одлуку Филозофског факултета о оснивању Природно-математичког факултета у Новом Саду ("Службени лист „САПВ“ број 17. од 10. јула 1969) За в.д. декана одређен је др Слободан Глумац, а за првог декана изабран је проф. др Мирко Стојаковић.
Први председник Факултетског савета који је управљао Факултетом био је др Бранислав Букуров.
Првог јануара 1976. године донета је одлука о припајању универзитетских завода Природно-математичком факултету и истовремено су образовали ООУР факултетских института за математику, биологију, физику, хемију и географију. У даљем процесу долази до интеграције научно-наставних области фундаменталних дисциплина са Технолошког, Медицинског и Пољопривредног факултета на нашим институтима.
Током 1989. године просторни развој Природно-математичког факултета се заокружује изградњом „Плаве зграде" лоциране између Института за математику и физику и Института за биологију. У нови објект се усељавају Институт за хемију, Институт за географију и Деканат факултета.

### Библиотека
Библиотека Департмана за математику и информатику Природно-математичког факултета Универзитета у Новом Саду у својим фондовима прикупља, чува и даје на коришћење публикације из свих области математике и информатике. Формирање библиотеке почело је са оснивањем Групе за математику на Филозофском факултету 1954. године и настављено оснивањем Природно-математичког факултета 1969. године. Данас библиотека располаже богатим фондом монографских и серијских публикација у штампаној форми који чине основну подршку наставној и научној делатности. Осим тога, библиотека пружа библиотечко-информационе услуге коришћењем електронских извора и база података. Библиотечко пословање подржано је коришћењем библиотечког информационог система БИСИС у оквиру којег је корисницима доступан електронски каталог.

## Управа
- др Милица Павков Хрвојевић, Декан
- др Татјана Пивац, Продекан за наставу
- др Наташа Крејић, Продекан за организацију и финансије
- др Срђан Рончевић, Продекан за науку, међународну сарадњу и развој
- др Лана Зорић, Продекан за докторске студије, акредитације и обезбеђење квалитета

## Галерија
- Природно-математички факултет
- Табла са натписом
- Департман за биологију и екологију
- Департман за биологију и екологију
- Департман за хемију, биохемију и заштиту животне средине
- Департман за географију, туризам и хотелијерство
- Институт за биологију
- Институт за физику
- Институт за математику
- Биста Бранислава Букурова испред факултета
- Биста Доситеја Обрадовића испред факултета
- Биста Милутина Миланковића испред факултета
- Биста Богољуба Станковића испред факултета
- Биста Милеве Марић Ајнштајн испред факултета